# ロンブーの怪傑!トリックスター
『ロンブーの怪傑!トリックスター』（ロンブーのかいけつ トリックスター）は、2006年4月7日からテレビ東京系で放送されていたクイズ番組・バラエティ番組。帯番組『スキバラ』の金曜日にあたり、放送時間は毎週金曜18:30 - 19:00 (JST) である。2008年秋からハイビジョン製作。

## 番組概要
初期は、淳がMC役で、トリックスター（亮やゲストの芸人）が、観客（芸能人のゲスト含む）に科学マジックを披露。その後に種明かしを行う科学マジック番組だったが、ネタ切れなのか、1クール程度で路線変更。
後に、淳が出題するトリッククイズ（後述）に亮とゲストが答える内容になり、科学マジックコーナーは、亮が新人トリックスターとして出演しているいもうとと共に披露する縮小版で続行（その後、科学トリックは終了し、いもうとも降板）。
2007年1月放送分からは、トリッククイズのパートはトリックスターチーム対ゲストチームによる対抗戦形式に、マジックパートはピエロ姿のターくんによる手品に、それぞれ変更された。クイズでは、負けたチームに軽い罰ゲーム（「デキナイくんタスキ」をかけられる、「トリックジュース」と称されるミックスジュースを飲む等）が執行される。
2008年に入ると、基本的な内容は変えていないものの、トリックムービーの変化箇所を増やしたり、画面左上に「ロンブーのトリック」と表示したりと、番組の細かな箇所を変えてマンネリ化を防止させている。
スキバラ枠の中で、開始から終了まで唯一番組が変わっていない。また、テレビ東京公式サイトのスキバラのページの中で唯一バックナンバーが存在する。
2009年4月6日より帯番組『ピラメキーノ』が開始となる為、同年4月3日をもって3年間の歴史にピリオドを打った。この枠（金曜夕方6時30分枠）での3年間の放送は、後に放送された『妖怪ウォッチ』シリーズ（9年、2016年4月以降は夕方6時25分開始に繰り上げ）、前番組『とっとこハム太郎』（5年9ヶ月）に次いで3番目に長い記録である。
番組終了から1年後の2010年4月2日に「ロンブーの怪傑!トリックスター～芸能人に挑戦状SP!!～」の2時間SPの初の復活放送を行った。内容は「自作の船でレース」「カラオケで日本一採点が厳しいと評判の採点マシーンで5曲連続90点をたたき出せるのか」「インテリ芸能人が北海道から鹿児島までの駅名暗記に挑戦」とトリッククイズとは、かけ離れた内容であった。

## 出演者
レギュラー
- MC - ロンドンブーツ1号2号（田村淳・田村亮）

レギュラー回答者
- 柳原可奈子
- 山崎邦正（現月亭方正） スペシャルのみ
- 西村知美 スペシャルのみ
- ナレーター - 杉本るみ

準レギュラー
- ビビる大木

過去の準レギュラー・アシスタント
- いもうと
- レギュラー（松本康太・西川晃啓）

主なゲスト出演者　
男性タレント、女性タレント、お笑いコンビの4名(たまに5名)で出演することが多い。
男性タレント
- 高橋ジョージ
- 湯浅卓
- 武田修宏
- つるの剛士
- パンチ佐藤

女性タレント
- 熊田曜子
- 安田美沙子
- 夏川純
- 新山千春
- 三船美佳
- 高木美保
- 優木まおみ
- 川村ゆきえ
- 山本梓
- 山本モナ
- 西川史子
- 北斗晶
- 里田まい（カントリー娘。）

お笑いコンビ・ピン芸人
- ザ・たっち（たくや・かずや）
- ペナルティ（ヒデ・ワッキー）
- FUJIWARA（藤本敏史・原西孝幸）
- 土田晃之
- 長州小力
- バナナマン（設楽統・日村勇紀）
- ブラックマヨネーズ（吉田敬・小杉竜一）
- 南海キャンディーズ（しずちゃん・山里亮太）
- 品川庄司（品川祐・庄司智春）
- ロバート（秋山竜次・山本博・馬場裕之）
- 森三中（村上知子・大島美幸・黒沢かずこ）　昔は3人出演していたが、今はメンバーの中から2人のみ出演することも
- 千原兄弟（千原せいじ・千原ジュニア）　せいじのみピンで登場することもある
- 勝山梶（ムーディ勝山・梶剛）
- ハイキングウォーキング（松田洋昌・鈴木Q太郎）
- 山本剛（マキシマムパーパーサム）　8月22日放送の時ゲストチームが特別に5人になったため急遽入ることになったが、ムービーなどで大活躍した

など

## トリッククイズ一覧
トリックムービー
- この番組の代表的な企画。
- 15秒間で、写真（出演者に関する写真や珍しい物の写真等）のある1ヶ所が変化するので、解答者はどこが変化しているのかを当てる。
  - 出題された主な珍しい写真は、アフリカオオコノハズクが天敵に見つかった時の写真、巨大スイカのガスタンク、トラックと同じぐらい大きいバイク、身長2m57cmの男性、トリックアート等。
- 当初は、難易度に応じてレベル1-10の10段階のレベルがつけられていた（稀にレベル10を超えたレベル13の問題も出題された例外もある）。
- 2008年2月からはレベル表示が無くなったが、1問目は従来の1ヶ所変化、2問目は2ヶ所同時に変化、3問目は3ヶ所同時に変化と、複数の部分が同時に変化する様になった（全て指摘しないと正解と認められない）。
  - 一時期、3問目のみ代表者同士の1対1で行われていた事もあった。
  - なお2問目以降は、変化が明らか過ぎるものが必ず1ヶ所、お約束的に用意されている。

トリックミラクル
- スゴ技の持ち主が、A・Bどちらの技を成功させたのかを当てる。
  - 犬編の「トリックワンワン」（2008年9月5日放送分では、スゴ技を出来るか出来ないか予想する形式であった）、動物編の「トリックアニマル」もある。
  - 特番では、ボウリングをテーマにした「トリックボウリング」も出題される。
  - 2007年9月まではトリックチョイスだった。ルールはA・B、2人の人物の内、紹介されたスゴ技を持っているのはどちらなのかを当てることだった。

トリックキャラ弁
- あるキャラクターを模った弁当が作られていくので、そのキャラクターの名前を当てる。

トリックグルメ
- トリックレストラン（後述）のリニューアル版。
- ファーストフードのメニューや市販のスナック菓子等が出てくるので、それが本物なのか食品サンプルなのかを見極める。

トリックマジシャン
- マジシャンが披露するマジックを見て、そのタネを当てる。

トリック変顔
- 勝手に芸能人の顔を髪、目、鼻、口、眉毛などを変えている写真を当てる。

トリックメロディー
- こまつがベースとなる一曲をキーボードで演奏するが、その中で一・二小節だけ別の曲を演奏している。ベースの曲から外れて演奏された別の曲は何かを当てる。

### 過去に出題されたクイズ
トリックサウンド
- 動物の鳴き声や効果音を聴いて、これが本物なのか偽物なのかを当てる。
  - 偽物の音声は、山寺宏一らが真似ていたり、音効で創作している。

トリックレストラン
- 出てきた料理が、本物なのか食品サンプルなのかを見極める。

トリックストーリー
- 簡単なストーリー問題を出題。問題文の中に隠されているトリックに注意しないと、正解に辿り着くのは難しい。

トリックプリクラ
- 女子高生に変身した男性芸能人もしくは「ベルサイユのばら」のオスカル風に変身した女性芸能人がプリクラを撮影したので、誰が変身しているのかを当てる。

## スタッフ
- 監修：斉藤敏豪
- 構成：たちばなひとなり、塩野智章、武田郁之輔
- ブレーン：北本かつら、鈴木工務店
- マジック監修：なか。たつや、竹内繁春、小野寺びりり、kazu
- リサーチ：フォーミュレーション
- 技術：大山弘
- 映像 (VE)：山本豪雄
- カメラ：村上岳文
- 音声：松本直人
- 照明：井町成宏
- ロケ技術：石毛雄己（SWISH JAPAN）
- 美術プロデューサー：小越敏彦
- デザイン：薬王寺哲朗
- 美術進行：仙田拓也
- 衣裳：若林圭江
- メイク：久保育美
- 編集：馬場革（glow【以前はスウィッシュ・ジャパン⇒umpdとして表記された】）
- CG：小城功夫（glow【同上】）
- タイトル：DEVILROBOTS Inc.
- MA：村松勝弘（スタジオヴェルト）
- 音効：遠藤治朗（サウンドエフェクト）
- タイムキーパー：平田晃子
- 番組宣伝：小林教子（テレビ東京）
- 制作デスク：清水比奈子
- アシスタントディレクター：白石宗之、藤原圭、久保田知則、岡山薫
- アシスタントプロデューサー：竹内美佳（テレビ東京）、長谷川三芳
- ディレクター：玉置幸典、小澤博之、陣崎行夫、近藤祐治郎
- 演出：岡田秀行
- プロデューサー：山崎圭介（テレビ東京）、神田信二（よしもとクリエイティブ・エージェンシー）
- 技術協力：テクノマックス、テレビ東京アート
- 企画協力：ビープス
- スタッフ協力：b-DASH
- 制作協力：吉本興業
- 製作著作：テレビ東京

### 過去のスタッフ
- チーフプロデューサー：近藤正人（テレビ東京）
- プロデューサー：大庭竹修・五箇公貴（テレビ東京）、林正樹（よしもとクリエイティブ・エージェンシー）
- ディレクター：山口美和、田島たけし
- アシスタントプロデューサー：家永洋（よしもとクリエイティブ・エージェンシー）
- 番組宣伝：圡方真・横川秀樹（テレビ東京）
- 科学監修：杉山清志、辻本昭彦、山室修
- 映像 (VE)：横田廣志
- 美術：関根恵二、三浦良文
- メイク：山田かつら
- MA：柳智隆（パッチワーク）、白子七恵（読売映像）、川原崎智史
- 音効：磯川浩己（サウンドエフェクト）

## ネット局と放送時間
| 放送対象地域   | 放送局                | 系列           | 放送日時                 | ネット状況 |
| -------------- | --------------------- | -------------- | ------------------------ | ---------- |
| 関東広域圏     | テレビ東京（TX）      | テレビ東京系列 | 金曜 18時30分 - 19時00分 | 制作局     |
| 愛知県         | テレビ愛知（TVA）     | テレビ東京系列 | 金曜 18時30分 - 19時00分 | 同時ネット |
| 大阪府         | テレビ大阪（TVO）     | テレビ東京系列 | 金曜 18時30分 - 19時00分 | 同時ネット |
| 岡山県・香川県 | テレビせとうち（TSC） | テレビ東京系列 | 金曜 18時30分 - 19時00分 | 同時ネット |
| 北海道         | テレビ北海道（TVh）   | テレビ東京系列 | 月曜 18時30分 - 19時00分 | 遅れネット |
| 福岡県         | TVQ九州放送（TVQ）    | テレビ東京系列 | 日曜 11時00分 - 11時30分 | 遅れネット |
| 岩手県         | IBC岩手放送（IBC）    | TBS系列        | 木曜 24時29分 - 24時59分 | 遅れネット |
| 宮城県         | 東北放送（TBC）       | TBS系列        | 土曜 17時00分 - 17時30分 | 遅れネット |
| 秋田県         | 秋田放送（ABS）       | 日本テレビ系列 | 不定期放送               | 遅れネット |
| 山形県         | テレビユー山形（TUY） | TBS系列        | 金曜 16時24分 - 16時54分 | 遅れネット |
| 福島県         | テレビユー福島（TUF） | TBS系列        | 不定期放送               | 遅れネット |
| 新潟県         | テレビ新潟（TeNY）    | 日本テレビ系列 | 水曜 24時59分 - 25時29分 | 遅れネット |
| 長野県         | テレビ信州（TSB）     | 日本テレビ系列 | 日曜 16時55分 - 17時25分 | 遅れネット |
| 静岡県         | 静岡第一テレビ（SDT） | 日本テレビ系列 | 日曜 16時55分 - 17時25分 | 遅れネット |
| 石川県         | 石川テレビ（ITC）     | フジテレビ系列 | 不定期放送               | 遅れネット |
| 三重県         | 三重テレビ（MTV）     | 独立局         | 水曜 27時30分 - 28時00分 | 遅れネット |
| 島根県・鳥取県 | 山陰放送（BSS）       | TBS系列        | 不定期放送               | 遅れネット |
| 広島県         | 広島テレビ（HTV）     | 日本テレビ系列 | 日曜 16時55分 - 17時25分 | 遅れネット |
| 山口県         | 山口放送（KRY）       | 日本テレビ系列 | 日曜 16時25分 - 16時55分 | 遅れネット |
| 愛媛県         | テレビ愛媛（EBC）     | フジテレビ系列 | 火曜 14時05分 - 14時35分 | 遅れネット |
| 高知県         | テレビ高知（KUTV）    | TBS系列        | 不定期放送               | 遅れネット |
| 熊本県         | 熊本放送（RKK）       | TBS系列        | 土曜 16時00分 - 16時30分 | 遅れネット |